# Excite
Excite（エキサイト）は、アメリカを中心に世界各国でサービスを展開する検索エンジン・ポータルサイト。2012年現在の運営企業はIAC Search & Media（旧・Ask Jeeves）。

## 歴史
1994年にJoe Krausら6人のスタンフォード大学出身の学生らによって、Exciteの前身であるアーキテクスト・ソフトウェアが設立された。ここで自動ハイパーテキスト・リンキング、サブジェクト・グルーピング、自動アブストラクティングなどの機能を備えた検索抽出ツール（エキサイトサーチ）が開発され、エキサイトサービスとしてサービスを開始した。
後に、MSNやネットスケープに対抗するため、社名をExciteに変更した。
一時はYahoo!、Infoseek、Lycosなどと並び大手検索エンジンの一角を占め、特に創業間もないYahoo!の強力なライバルであった。
創業直後のGoogleとの提携話があったが、Excite側はその後検索エンジン業界のトップにまで成長するGoogleの価値を見抜けず、提携は成立しなかった。このことがExciteの運命の岐路となったとも言われる。
1999年には、CATVインターネット接続大手の@Homeの傘下に入り、サービス名称を「Excite@Home」と変更する（翌2000年に合併）。しかし2001年には@Homeが経営破綻したため、Exciteブランドの検索エンジン・ポータルサイトはiWon.com（後にExcite Networkと社名を変更）に売却され、運営は細々と継続された。
またそれに伴い、2002年には日本を含むアジア圏での「Excite」ブランドの使用権を伊藤忠商事に売却したほか、日本の現地法人であるエキサイト株式会社についても、@Homeの保有する全株式を伊藤忠商事に売却し、日本市場から事実上撤退した。
2004年には、当時のAsk JeevesがExcite Networkを買収し、現在はAsk.comなど同社が運営する検索エンジンと並行して運用されている。